# Vrij zijn (Marco Borsato)
"Vrij zijn" is een nummer van de Nederlandse zanger Marco Borsato. Het nummer werd uitgebracht op zijn album Als geen ander uit 1995. In 1996 werd het nummer, samen met "Margherita", uitgebracht als de vierde en laatste single van het album.

## Achtergrond
"Vrij zijn" is van oorsprong een Italiaans nummer met de titel "Sempre", uitgevoerd door Paolo Vallesi. Dit nummer is geschreven door Vallesi, Alessandro Baldinotti en Beppe Dati. Hier schreven John Ewbank en Jan Tekstra een Nederlandse tekst bij. Ewbank was tevens werkzaam als producent op het nummer. In 2016 vertelde Borsato in een post op Facebook over het nummer: "Het [nummer] is inmiddels echt een stuk van mezelf geworden. Vanaf het moment dat we het hebben opgenomen heb ik het ook altijd live gespeeld. Het is een heerlijk nummer om live te zingen en het publiek doet altijd lekker enthousiast mee! Het is een liedje wat me heel erg aan mijn hart ligt, waar ik veel herinneringen bij heb en ik heb het gevoel dat het ook echt bij me hoort. Het is één van die liedjes die je als artiest een identiteit geeft."
Er bestaan twee verschillende versies van "Vrij zijn". Op het album Als geen ander gaat de tekst over een jonge vrouw die ooit verliefd wil worden en een rustig leven wil leiden, maar op dit moment zelf wil bepalen wat zij doet. Op de single, uitgebracht als dubbele A-kant met "Margherita", is ter gelegenheid van Bevrijdingsdag de zogeheten "5 mei-versie" uitgebracht. Op deze versie, waarin de tekst op een aantal punten is aangepast, gaat het nummer juist over een jonge vrouw die in een oorlogsgebied leeft en terug wil naar de tijd dat zij nog in vrijheid leefde. Borsato vertelde zelf over deze versie: "Of het meisje in het nieuwe lied gevangen zit? Dat kan, letterlijk, figuurlijk, maar dat wil ik een beetje open laten. Waarin zit ze gevangen? Dat kan zijn in de gevangenis, maar dat kan ook zijn in haar relatie. Of dat je geestelijk wordt vastgehouden, zodat je niet precies kunt zeggen wat je denkt."
"Vrij zijn" behaalde, samen met "Margherita", de derde plaats in de Nederlandse Top 40 en de vijfde plaats in de Mega Top 50. De 5 mei-versie van het nummer verscheen in 2002 tevens op het verzamelalbum Onderweg.

## Hitnoteringen

### Nederlandse Top 40
| Hitnotering: 11-05-1996 t/m 10-08-1996 | Hitnotering: 11-05-1996 t/m 10-08-1996 | Hitnotering: 11-05-1996 t/m 10-08-1996 | Hitnotering: 11-05-1996 t/m 10-08-1996 | Hitnotering: 11-05-1996 t/m 10-08-1996 | Hitnotering: 11-05-1996 t/m 10-08-1996 | Hitnotering: 11-05-1996 t/m 10-08-1996 | Hitnotering: 11-05-1996 t/m 10-08-1996 | Hitnotering: 11-05-1996 t/m 10-08-1996 | Hitnotering: 11-05-1996 t/m 10-08-1996 | Hitnotering: 11-05-1996 t/m 10-08-1996 | Hitnotering: 11-05-1996 t/m 10-08-1996 | Hitnotering: 11-05-1996 t/m 10-08-1996 | Hitnotering: 11-05-1996 t/m 10-08-1996 | Hitnotering: 11-05-1996 t/m 10-08-1996 | Hitnotering: 11-05-1996 t/m 10-08-1996 |
| Week                                   | 1                                      | 2                                      | 3                                      | 4                                      | 5                                      | 6                                      | 7                                      | 8                                      | 9                                      | 10                                     | 11                                     | 12                                     | 13                                     | 14                                     |                                        |
| -------------------------------------- | -------------------------------------- | -------------------------------------- | -------------------------------------- | -------------------------------------- | -------------------------------------- | -------------------------------------- | -------------------------------------- | -------------------------------------- | -------------------------------------- | -------------------------------------- | -------------------------------------- | -------------------------------------- | -------------------------------------- | -------------------------------------- | -------------------------------------- |
| Nummer                                 | 38                                     | 31                                     | 24                                     | 14                                     | 10                                     | 7                                      | 4                                      | 3                                      | 6                                      | 8                                      | 9                                      | 15                                     | 18                                     | 35                                     | uit                                    |

### Mega Top 50
| Hitnotering: 04-05-1996 t/m 17-08-1996 | Hitnotering: 04-05-1996 t/m 17-08-1996 | Hitnotering: 04-05-1996 t/m 17-08-1996 | Hitnotering: 04-05-1996 t/m 17-08-1996 | Hitnotering: 04-05-1996 t/m 17-08-1996 | Hitnotering: 04-05-1996 t/m 17-08-1996 | Hitnotering: 04-05-1996 t/m 17-08-1996 | Hitnotering: 04-05-1996 t/m 17-08-1996 | Hitnotering: 04-05-1996 t/m 17-08-1996 | Hitnotering: 04-05-1996 t/m 17-08-1996 | Hitnotering: 04-05-1996 t/m 17-08-1996 | Hitnotering: 04-05-1996 t/m 17-08-1996 | Hitnotering: 04-05-1996 t/m 17-08-1996 | Hitnotering: 04-05-1996 t/m 17-08-1996 | Hitnotering: 04-05-1996 t/m 17-08-1996 | Hitnotering: 04-05-1996 t/m 17-08-1996 | Hitnotering: 04-05-1996 t/m 17-08-1996 | Hitnotering: 04-05-1996 t/m 17-08-1996 |
| Week                                   | 1                                      | 2                                      | 3                                      | 4                                      | 5                                      | 6                                      | 7                                      | 8                                      | 9                                      | 10                                     | 11                                     | 12                                     | 13                                     | 14                                     | 15                                     | 16                                     |                                        |
| -------------------------------------- | -------------------------------------- | -------------------------------------- | -------------------------------------- | -------------------------------------- | -------------------------------------- | -------------------------------------- | -------------------------------------- | -------------------------------------- | -------------------------------------- | -------------------------------------- | -------------------------------------- | -------------------------------------- | -------------------------------------- | -------------------------------------- | -------------------------------------- | -------------------------------------- | -------------------------------------- |
| Positie                                | 34                                     | 24                                     | 17                                     | 14                                     | 10                                     | 10                                     | 8                                      | 5                                      | 5                                      | 7                                      | 8                                      | 9                                      | 14                                     | 17                                     | 25                                     | 34                                     | uit                                    |

### NPO Radio 2 Top 2000
| Nummer met noteringen in de NPO Radio 2 Top 2000 | '09 | '10  | '11  | '12  | '13  | '14 | '15  | '16-'17 | '18  |
| ------------------------------------------------ | --- | ---- | ---- | ---- | ---- | --- | ---- | ------- | ---- |
| Vrij zijn                                        | 607 | 1756 | 1674 | 1993 | 1762 | -   | 1797 | -       | 1922 |

1. ↑  Een '-' betekent dat het nummer niet was genoteerd en een vetgedrukt getal geeft de hoogste notering aan.
2. ↑  2009 was het eerste jaar met een notering voor dit nummer.
3. ↑  Deze tabel is bijgewerkt tot en met de laatste editie (2024).